# Сенжьерит
Сенжьерит – минерал, принадлежащий к группе карнотитов, содержащий гидроксид меди и уранованадат. Его химическая формула — Cu2(OH)2[UO2|VO4]2·6H2O .
Сенжьерит был впервые обнаружен на руднике Луисвиши, который находился приблизительно в 20 километрах к северу от Лубумбаши в провинции Катанга в Демократической Республике Конго. Впервые был описан в 1949 году Йоханнесом Ф. Ваесом и Полем Ф. Керром. Минерал был назван в честь Эдгара Сенжье (1879–1963), бывшего директора Горного Союза Верхней Катанги (UMHK).

## Список используемой литературы
- Palache, P.; Berman H.; Frondel, C. (1960). "Dana's System of Mineralogy, Volume II: Halides, Nitrates, Borates, Carbonates, Sulfates, Phosphates, Arsenates, Tungstates, Molybdates, Etc. (Seventh Edition)" John Wiley and Sons, Inc., New York, pp. 1047-1048.